# クリス・ホルズワース
クリス・ホルズワース（Chris Holdsworth、1987年10月24日 - ）は、アメリカ合衆国の男性総合格闘家。カリフォルニア州ヴァン・ヌイス出身。チーム・アルファメール所属。ブラジリアン柔術黒帯。TUF 18バンタム級王者。

## 来歴
祖父はボクサー、父はベトナム帰還兵、兄はキックボクサーというスポーツ一家で育つ。兄が射殺された8歳から格闘技を始め、ハワイアンケンポー、テコンドー、ムエタイ、ブラジリアン柔術を経験。21歳でマーク・ライモンからブラジリアン柔術黒帯を授与された。2010年にプロ総合格闘技デビュー。

### TUF
2013年6月、リアリティ番組「The Ultimate Fighter」のシーズン18に参加。ミーシャ・テイト率いるチーム・テイトに所属。バンタム級トーナメント1回戦でクリス・ビールと対戦し、ギロチンチョークで一本勝ち。準決勝でマイケル・ウッテンと対戦し、リアネイキドチョークで一本勝ちを収め決勝進出を果たした。
2013年11月30日、The Ultimate Fighter 18 Finaleのバンタム級トーナメント決勝でデイヴィッド・グラントと対戦し、リアネイキドチョークで一本勝ちを収め優勝を果たした。サブミッション・オブ・ザ・ナイトを受賞した。

### UFC
2014年5月24日、UFC本戦初出場となったUFC 173でチコ・カムスと対戦し、3-0の判定勝ちを収めた。

## 人物・エピソード
- 脳震盪の為現在は引退し、 チーム・アルファメールのコーチを務めている。

## 戦績
| 総合格闘技 戦績 | 総合格闘技 戦績 | 総合格闘技 戦績 | 総合格闘技 戦績 | 総合格闘技 戦績 | 総合格闘技 戦績 | 総合格闘技 戦績 |
| --------------- | --------------- | --------------- | --------------- | --------------- | --------------- | --------------- |
| 6 試合          | (T)KO           | 一本            | 判定            | その他          | 引き分け        | 無効試合        |
| 6 勝            | 0               | 5               | 1               | 0               | 0               | 0               |
| 0 敗            | 0               | 0               | 0               | 0               | 0               | 0               |

| 勝敗 | 対戦相手               | 試合結果                       | 大会名                                                         | 開催年月日     |
| ○    | チコ・カムス           | 5分3R終了 判定3-0              | UFC 173: Barao vs. Dillashaw                                   | 2014年5月24日  |
| ○    | デイヴィッド・グラント | 2R 2:10 リアネイキドチョーク   | The Ultimate Fighter 18 Finale 【バンタム級トーナメント 決勝】 | 2013年11月30日 |
| ○    | タイラー・シン         | 2R 1:32 トライアングルチョーク | RFA 4: Griffin vs. Escudero                                    | 2012年11月2日  |
| ○    | フアン・リバス         | 1R 1:29 アームバー             | KOTC: Next Generation                                          | 2011年6月20日  |
| ○    | グスタボ・リモン       | 1R 0:45 リアネイキドチョーク   | Gladiator Challenge: Legends Collide 2                         | 2011年2月20日  |
| ○    | ランディ・ビジャレアル | 1R 2:05 リアネイキドチョーク   | Xtreme Knockout 8                                              | 2010年10月9日  |

## 獲得タイトル
- The Ultimate Fighter 18 バンタム級トーナメント 優勝（2013年）

## 表彰
- UFC サブミッション・オブ・ザ・ナイト（1回）